# 双峰农场
双峰农场是一个位于中华人民共和国黑龙江省鸡西市密山市的农场，亦是黑龙江省农垦牡丹江管理局所属的一个农场。
双峰农场于2006年10月10日成立，由黑龙江八一农垦大学实验农场更名而来，农场自1958年王震率师开发建校起相继成立。土地面积4112公顷，总人口1716人。

## 行政区划
双峰农场下辖以下单位：
牡丹江分局双峰农场虚拟生活区。